# طبربه
طبربه (به عربی: طبربة) یک منطقهٔ مسکونی در تونس است که در استان منوبه واقع شده‌است. طبربه ۲۷٬۶۴۸ نفر جمعیت دارد.